# Correbia ceramboides
Correbia ceramboides là một loài bướm đêm thuộc phân họ Arctiinae, họ Erebidae.